# إدوارد يانغ
إدوارد يانغ (بالإنجليزية: Edward Yang)‏ (و. 1947 – 2007 م) هو مخرج سينمائي، وكاتب سيناريو، وممثل، من تايوان، ولد في شانغهاي، توفي في لوس أنجلوس، عن عمر يناهز 60 عاماً بسبب سرطان القولون والمستقيم.

## التعليم
تعلم في جامعة فلوريدا، وجامعة جنوب كاليفورنيا.

## جوائز وترشيحات
حصل على جوائز منها:
- جائزة أفضل إخراج (مهرجان كان)، عن عمل: يي يي (2000)
- جائزة جمعية نقاد السينما في لوس انجلوس  لأفضل فيلم بلغة أجنبية [الإنجليزية]‏، عن عمل: يي يي (2000)
- جائزة ساثرلاند [الإنجليزية]‏، عن عمل: Terrorizers [الإنجليزية]‏ (1987).

ترشح لـ:
- جائزة سيزر لأفضل فيلم أجنبي، عن عمل: يي يي (2001)
- جائزة الفيلم الأوروبي لأفضل فيلم غير أوروبي [الإنجليزية]‏، عن عمل: يي يي (2000)
- جائزة الجمعية الوطنية للنقاد السينمائيين لأفضل مخرج  [لغات أخرى]‏، عن عمل: يي يي (2000).

## وصلات خارجية
- إدوارد يانغ على موقع IMDb (الإنجليزية)
- إدوارد يانغ على موقع ألو سيني (الفرنسية)
- إدوارد يانغ على موقع أول موفي (الإنجليزية)
- إدوارد يانغ على موقع قاعدة بيانات الأفلام السويدية (السويدية)
- إدوارد يانغ على موقع قاعدة بيانات الفيلم (الإنجليزية)
- إدوارد يانغ على موقع كينوبويسك (الروسية)